# Ротань Олексій Петрович
Олексі́й Петро́вич Рота́нь (нар. 29 липня 1986) — український футболіст, півзахисник. Молодший брат екс-гравця національної збірної України Руслана Ротаня.

## Життєпис
Народився в родині футболіста полтавської «Ворскли» Петра Ротаня. Футболом займався з дитинства, наслідуючи батька та старших братів.
Протягом 2010—2012 років захищав кольори аматорського футбольного клубу «Нове життя» з Андріївки, який тренував його батько. 2011 року став переможцем аматорського чемпіонату України, відзначившись у фінальному матчі проти «Путрівки» двома забитими м'ячами.
У сезоні 2012/13 ненадовго повернувся до професійного футболу, відігравши 11 поєдинків у складі «Гірника-спорт». Згодом виступав у обласних змаганнях за футбольний клуб «Глобине» та решетилівське «Динамо».

## Родина
- Батько — Ротань Петро Миколайович (1956), радянський футболіст та український футбольний тренер.
- Брат — Ротань Руслан Петрович (1981), український футболіст та футбольний тренер. Екс-гравець національної збірної України, головний тренер молодіжної збірної України.
- Брат — Ротань Петро Петрович (1982), український футболіст, півзахисник.